# 土塀

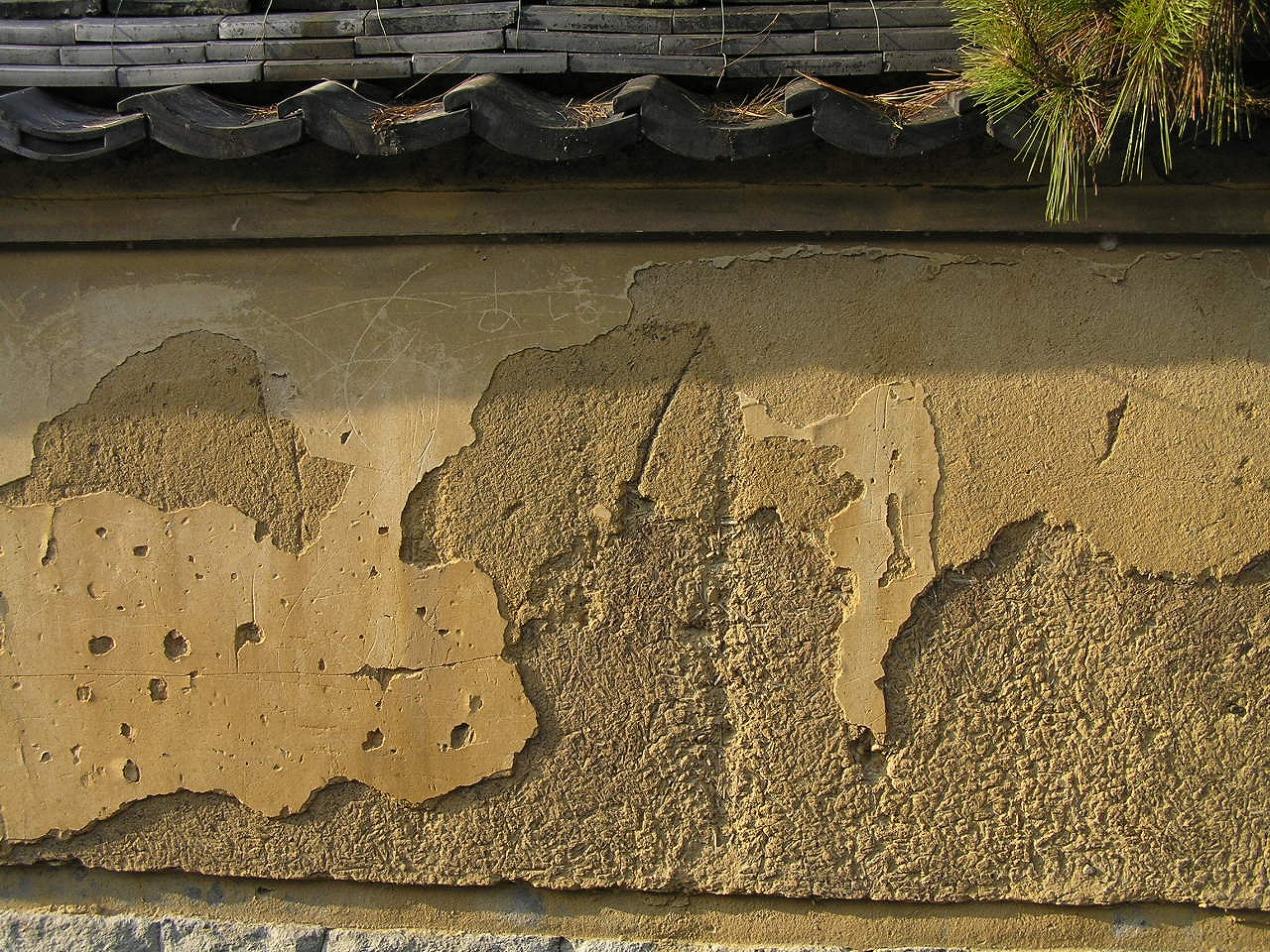
表面が剥げ落ちた土塀(日本)

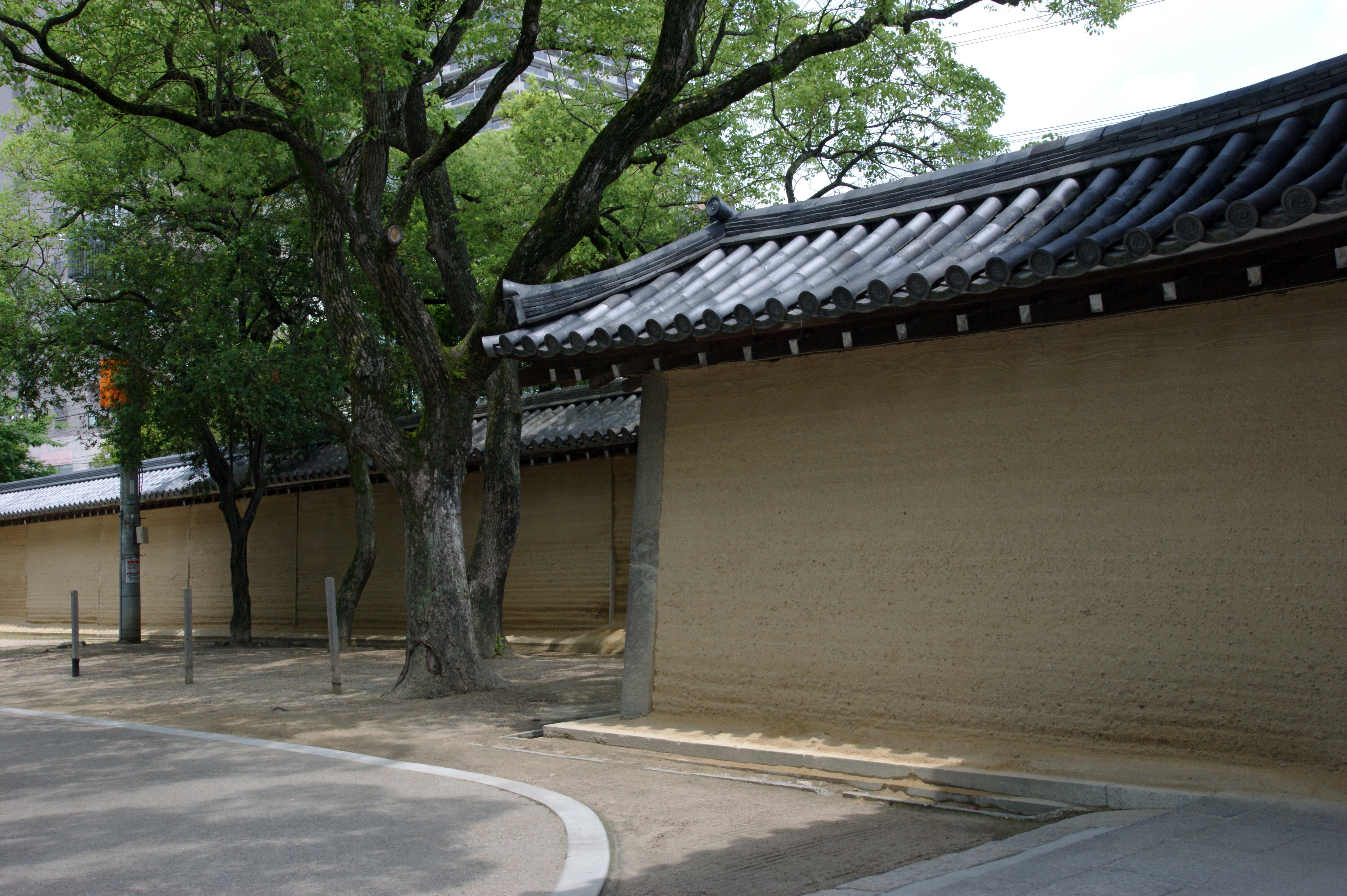
日本三塀の一つ、西宮神社の大練塀

土塀（どべい）は、粘土質の土や泥に、石灰とフノリに加え、菜種油、水、藁などの天然素材だけで作られた伝統的な塀である。日本を始め、韓国・中国などアジアの国々に多く見られる。

## 概要
土塀はかつては日本のどこでも見られたきわめて基本的な塀の造りであり、古くなり、朽ち始めてからはまた異なった味を醸し出し、日本人の美学に馴染む非常に優れたものであったが、近年、より安価なブロック塀をはじめ、コンクリート製の工法の簡便な多くの製品に押され、また左官職人の減少やハウスメーカーの進出などによって、新築されることが少なくなってきた。
赤土に菜種油を混ぜて作った土塀は特に油土塀と呼ばれることもあり、通常のものより強度が高く、耐候性にも優れる。

## 工法
伝統的な技術を有する職人によって日時をかけ造られ、地域によって多少の作り方の相違は見られるものの、基本的には以下の方法によって造られる。
1. 粘土質である山泥や土を採取し乾燥させ、石灰とフノリを加える。材料はほとんどは地元で取れたものを使うことが多く、その方がその土地の風土や気候に適っており、合理的である。材料の混合比率はその土質や風土、気候、施工の際の天候・季節などによっても異なるが、職人の勘によるところが大きい。また、この混合比率を誤るとひび割れなどの原因ともなる。
2. 次にナタネ油と水と藁を加えよく練り上げる。藁はツナギの役割を果たし、割れの防止や強度を高める目的で使われる。これをよく固練りするまで混ぜあげる。粘りが出たところで団子状に適度な大きさに丸める。
3. 2の団子を隙間なく基礎上外側・内側に同様に並べ、間には石を置き、敷き詰める。隙間ができるが、そこにも泥団子を塗り、隙間ができないように丁寧に詰めてゆく。
4. 一段目の外側・内側の団子の間に強度を保つ目的で藁を置く。さらに2段目以降を水糸を使い水平に注意しながら同様に施工してゆく。
5. 塀の屋根に当たる箇所には下地として板を貼り、隙間は泥で埋め、傾斜を付ける。板の上はさらに泥で塗り固め、後に瓦の土台となる板を貼り小判型塀瓦を先に葺いてゆき、さらに棟瓦を葺く。この際、漆喰を使い防水効果を図る。
6. 土塀が乾くまで待った後、中塗り、本塗りの順で仕上げ塗りを行う。この場合使用される素材には、下地に使ったような粘土質のものではなく真砂土、漆喰などが使われる。完全に乾ききる前に模様付けなどを行う。これらの作業は時間との戦いとなるため、左官職人総出で行われるのが普通である。

以上の工程は基本的なものであるが、ときに土塀の合間に古い瓦などを入れたり、土塀の表面にさまざまな趣向を凝らした模様を入れたりする。

## トンバイ塀
佐賀県有田町の、重要伝統的建造物群保存地区にある、窯元からでる陶器の廃材を利用して作られたこの地方独特の耐火レンガ塀のこと。